# Feeling (荻野目洋子&小野正利の曲)
「Feeling」（フィーリング）は、荻野目洋子の通算40枚目のシングル。「荻野目洋子&小野正利」名義で1999年11月20日にビクター音楽産業（現・ビクターエンタテインメント）からリリースされた。

## 収録曲
全作詞・作曲：小野正利 編曲：河辺健宏
1. Feeling
2. Forever
3. Feeling（オリジナル・カラオケ）